# Sättigungstemperatur
Die Sättigungstemperatur, umgangssprachlich Siedetemperatur, ist ein Begriff aus der Thermodynamik und beschreibt die Temperatur, bei der ein Dampf seine minimale thermische Energie besitzt, ohne zu kondensieren, oder eine Flüssigkeit ihre maximale thermische Energie, ohne zu kochen. Die Sättigungstemperatur wird daher bei Atmosphärendruck auch oft mit dem Siedepunkt gleichgesetzt und ist vom Umgebungsdruck abhängig, der in diesem Kontext dann Sättigungsdruck genannt wird. Je höher der Sättigungsdruck, desto höher ist auch die Sättigungstemperatur.